# 杉山勝彦
杉山 勝彦（すぎやま かつひこ、1982年1月19日 - ）は、日本のソングライター、編曲家、音楽家、音楽プロデューサーで、元フォークデュオ「TANEBI（USAGI）」のギタリスト。埼玉県入間市出身。早稲田大学理工学部建築学科卒業。

## 人物
テーマを第一としているため、作詞のあとに作曲を行う。自ら作詞する場合のみならず乃木坂46のように作詞を他の作詞家が手がけている場合でも基本は同じである。
一度聴いてテーマが伝わらない楽曲は人様には聴かせないことをポリシーとしている。
音楽をやるきっかけをくれたのはMr.Childrenで、人生で初めて買ったCDは「名もなき詩」。
秋元康に、「本当に天才だと思います」と絶賛されている。

## 略歴
詳細はオフィシャルプロフィールを参照。
埼玉県入間市出身。母はピアノ教師。幼稚園時代に母にピアノを習わされるが1年足らずでやめる。中学2年生の時はT-SQUAREを熱心に聴いていた。入間市立扇小学校、聖望学園中学校、聖望学園高等学校、早稲田大学理工学部建築学科卒業。
2006年、母校である早稲田大学の学園祭のステージにOBとしてアカペラグループで出演した際、ラッツ&スターの佐藤善雄にスカウトされる。
2007年、ソニー・ミュージックパブリッシングの専属作曲家となり、嵐の「Step and Go」のカップリング曲「冬を抱きしめて」で作家デビューを果たす。
2014年1月、上田和寛とのユニット「USAGI」のギタリストとして、シングル「イマジン」でユニバーサルミュージックよりメジャー・デビュー。
2016年、ソニー・ミュージックパブリッシングを離れ、音楽事務所 株式会社コライトを創設。10月、USAGIとして所属していた事務所から独立、デュオ名を「TANEBI」と改める。
2017年12月、自身が提供した家入レオ「ずっと、ふたりで」が第59回日本レコード大賞作曲賞を受賞。
2018年1月24日、出身の入間市より「元気な入間・生き生き功労賞」を受賞。『ダーリン・イン・ザ・フランキス』のエンディングテーマ「トリカゴ」等全6曲を手掛ける。
2020年8月、早稲田大学の学生による紺碧のうたプロジェクト「そして紺碧の空へ」を手掛ける。
2021年12月、自身が提供した乃木坂46「ごめんねFingers crossed」が第63回日本レコード大賞優秀作品賞を受賞
2022年12月、TANEBI Zeppツアーをもって解散。
2023年4月、作曲家事務所CoWRITEを設立。同年7月、ソングライティングスクールCoLABを開校。

## 提供作品
（ユニットでの提供作品は当該記事を参照）
アーティスト、アニメ・ゲームソング関連、自身のアーティスト活動、テレビ番組
ASCA
- 「Stellar」（作詞・共作曲・共編曲）（作曲・編曲はGINPEIと共作）[14]

中孝介
- 「花海」（編曲）

家入レオ
- 「ずっと、ふたりで」（作詞・作曲・共編曲）（編曲は三谷秀甫と共作）[注 2]
- 「ありきたりですが」 (作詞・作曲)
- 「もし君を許せたら」（作詞）[注 3]
- 「愛してないなら」（作詞）

板野友美
- 「10年後の君へ」（作曲）[注 4]

AKB48グループ
- AKB48
  - 「夢の河」（作曲・共編曲）（編曲は有木竜郎と共作）
  - 「あの日の風鈴」（作曲・共編曲）（編曲は有木竜郎と共作）
  - 「キスまでカウントダウン」（作曲・共編曲）（編曲は有木竜郎と共作）
  - 「行ってらっしゃい」（作曲）
  - 「ノーカン」（作曲・共編曲）（編曲は有木竜郎と共作）
  - 「僕たちは 今 話し合うべきなんだ」（作曲・共編曲）（編曲は有木竜郎と共作）
  - 「やさしさの地図」（作曲・編曲）
  - 「ごめんね、好きになっちゃって…」（作曲・共編曲）（編曲は三谷秀甫・谷地学と共作）

- SKE48
  - 「前のめり」（作曲）
  - 「反射的スルー」（作曲・共編曲）（編曲は三谷秀甫・谷地学と共作）
  - 「絶対インスピレーション」（作曲・共編曲）（編曲は谷地学と共作）

- NMB48
  - 「恋なんかNo thank you!」（作曲）

- HKT48
  - 「初恋バタフライ」（作曲）
  - 「空耳ロック」（作曲）
  - 「いつだってそばにいる」（作曲・編曲）
  - 「3-2」（作曲・共編曲）（編曲は谷地学と共作）

- NGT48
  - 「ポンコツな君が好きだ」（作曲・共編曲）（編曲は石原剛志と共作）

大山百合香
- 「夢×夢」（作詞・作曲）[注 5]

川口ゆりな
- 「花束」（作詞・作曲・共編曲）（編曲は尾上榛、石原剛志と共作）

キカザル
- 「睡魔召喚」（作詞・作曲）（編曲は尾上榛）

群青の世界
- 「However long」（作詞・作曲・共編曲）（編曲は石原剛志と共作）
- 「最後まで推し切れ」（作詞・作曲・編曲）
- 「春夏秋冬」（作詞・作曲・共編曲）（編曲は石原剛志と共作）
- 「ここから」（作詞・作曲・共編曲）（編曲は麻尾悠太と共作）

倖田來未
- 「好きで、好きで、好きで。」（作曲）[注 6]

坂道シリーズ
- 乃木坂46
  - 「制服のマネキン」（作曲）[注 7]
  - 「君の名は希望」（作曲・共編曲）（編曲は有木竜郎と共作） [注 8]
  - 「サイコキネシスの可能性」（共作曲）（小倉しんこうと共作）
  - 「私のために 誰かのために」（作曲・共編曲）（編曲は有木竜郎と共作）
  - 「僕がいる場所」（作曲・共編曲）（編曲は有木竜郎と共作）
  - 「ひとりよがり」（作曲・共編曲）（編曲は有木竜郎と共作）
  - 「羽根の記憶」（作曲・共編曲）（編曲は有木竜郎と共作）[注 9]
  - 「きっかけ」（作曲・共編曲）（編曲は有木竜郎と共作）[注 10]
  - 「サヨナラの意味」（作曲）
  - 「硬い殻のように抱きしめたい」（作曲・共編曲）（編曲は三谷秀甫、谷地学と共作）
  - 「ありがちな恋愛」（作曲）
  - 「もし君がいなければ」（作曲・共編曲）（編曲は有木竜郎と共作）
  - 「4番目の光」（作曲・共編曲）（編曲は谷地学と共作）
  - 「路面電車の街」（作曲・共編曲）（編曲は谷地学と共作）
  - 「時々 思い出してください」（作曲・共編曲）（編曲は谷地学と共作）
  - 「図書室の君へ」（作曲）
  - 「僕の思い込み」（作曲・共編曲）（編曲は野中"まさ"雄一と共作）
  - 「僕は僕を好きになる」（作曲・共編曲）（編曲は石原剛志と共作）[注 11]
  - 「ごめんねFingers crossed」（共作曲）（APAZZIと共作）[注 12]
  - 「最後のTight Hug」（作曲・共編曲）（編曲は谷地学と共作）
  - 「価値あるもの」（作曲・共編曲）（編曲は谷地学と共作）
  - 「パッションフルーツの食べ方」（共作曲・編曲）（作曲は岡島かなたと共作）
  - 「心にもないこと」（作曲・共編曲）（編曲は石原剛志と共作）
  - 「考えないようにする」（作曲・共編曲）（編曲は谷地学と共作）
  - 「Monopoly」（作曲・共編曲）（編曲は谷地学・尾上榛と共作）
  - 「歩道橋」（作曲・共編曲）（編曲は石原剛志・麻尾悠太と共作）
  - 「100日目」（共作曲）（作曲は佐々木“コジロー”貴之と共作）
  - 「交感神経優位」（作曲・編曲）

- 欅坂46
  - 「青空が違う」（作曲・共編曲）（編曲は有木竜郎と共作）

- 櫻坂46
  - 「もしかしたら真実」（作曲・共編曲）（編曲は谷地学と共作）
  - 「イザベルについて」（共作曲）（作曲は尾上榛と共作）
  - 「今さらSuddenly」（共作曲・共編曲）（GINPEIと共作）

- 日向坂46
  - 「沈黙した恋人よ」（作曲・共編曲）（編曲は三谷秀甫・谷地学と共作）
  - 「どうして雨だと言ったんだろう?」（作曲・共編曲）（編曲は石原剛志・有木竜郎と共作）
  - 「膨大な夢に押し潰されて」（共作曲・共編曲）（Soma Gendaと共作）
  - 「ガラス窓が汚れてる」（作曲・編曲）
  - 「SUZUKA」（作曲・共編曲）（編曲は谷地学と共作）

佐藤史果
- 「からっぽ」（作詞・作曲・共編曲）（編曲は有木竜郎と共作）

佐藤善雄
- 「Sixty Candles」（作曲・共編曲）（編曲は有木竜郎・統谷貫と共作）
- 「My Love」（作詞・作曲）
- 「30th」（作曲）

Ji ma ma
- 「ふたりの時間」（作曲・編曲）
- 「ブーゲンビレアの下で」（作曲）

STARTO ENTERTAINMENT関連
- 嵐
  - 「冬を抱きしめて」（共作詞・作曲）（作詞は藤瀬聖と共作）[注 13]
  - 「YOUR SONG」（作詞・作曲）[注 14]
  - 「おかえり」（作詞・作曲）

- KAT-TUN
  - 「WHITE WORLD」（作詞・作曲・編曲）

- Hey! Say! JUMP
  - 「花 えがお」（共作曲・共編曲）（小倉しんこうと共作）[注 15]

- King & Prince
  - 「Letter」（作詞・作曲・共編曲）（編曲は谷地学と共作）
  - 「気楽にやろうよ」（作詞・作曲・共編曲）（編曲は石原剛志と共作）
  - 「エスコート」（作詞・共作曲）（作曲はulalaと共作）

- NEWS
  - 「二枚舌を今夜絡ませる」（作詞・共作曲）（作曲は佐々木“コジロー”貴之と共作）

- WEST.
  - 「絶体絶命」（作詞・共作曲）（作曲は佐々木“コジロー”貴之と共作）

SUPER☆GiRLS
- 「忘れ桜」（作詞・作曲・共編曲）（編曲は谷地学と共作）
- 「Summer Lemon」（作詞・作曲・共編曲）（編曲は石原剛志と共作）
- 「青春のHONEY」（作詞・作曲・編曲）
- 「可愛いだけじゃいられない」（作詞・作曲）

鈴木愛理
- 「heart notes」（作曲・編曲）

JULEPS
- 「バトンタッチ」（作曲）

スターダストプロモーション関連
- 私立恵比寿中学
  - 「仮契約のシンデレラ」（作詞・作曲・編曲・ギター・ベース・キーボード）
  - 「踊るガリ勉中学生」（作詞・作曲・編曲）
  - 「禁断のカルマ」（作詞・作曲・編曲・キーボード）[注 16]
  - 「まっすぐ」（作詞・作曲・共編曲・アコースティックギター・ベース）（編曲は三谷秀甫と共作）
  - 「全力☆ランナー」（作詞・作曲・編曲・ギター・ベース）[注 17]
  - 「イヤフォン・ライオット」（作曲）[注 18]
  - 「SCHOOL DAYS」（作詞・作曲・編曲）

- チームしゃちほこ
  - 「カラカラ」（作詞・作曲・編曲）

- てんかすトリオ
  - 「永遠のトリニティー」（作曲）

- ときめき♡宣伝部
  - 「青春アンセム」（作詞・作曲・共編曲）（編曲は三谷秀甫と共作）

- リーフシトロン
  - 「ゆめかなエール」（作詞・作曲）

青春高校3年C組
- 「君のことをまだ何にも知らない」（作曲・共編曲）（編曲は三谷秀甫・谷地学・庄子紘樹と共作）
- 「弁解オセロ」（共作曲・共編曲）（三谷秀甫と共作）

瀬藤幹人（入場曲）
- 「to be myself」（作詞・作曲・編曲）

鷹嶺ルイ
- 「TSUBASA」（作詞・作曲・編曲）（作詞は鷹嶺ルイと共作）

テーマパークガール
- 「365日のヒロイン」（作詞・作曲・編曲）

2AM
- 「For you 〜君のためにできること〜」（作曲）[注 19]

つるの剛士
- 「オレンジ」（作詞・作曲）

手羽先センセーション
- 「モブ」（作詞・作曲・共編曲）（編曲は石原剛志と共作）

寺沢希美
- 「Dear Bride」（作曲・編曲）

戸田恵子
- 「泣き唄」（作曲）

TOMORROW X TOGETHER
- 「きっとずっと(kitto zutto)」（作曲）（作曲は"hitman" bang、 HUENINGKAI（TOMORROW X TOGETHERメンバー）、MAIZ、Slow Rabbitと共作）

中川翔子
- 「白いチョウの夢」（作詞・作曲・共編曲）（編曲は有木竜郎と共作）

NOW ON AIR
- 「風が吹いた」（作曲・編曲）
- 「キボウノカケラ」（作曲・編曲）[注 20]

中島美嘉
- 「一番綺麗な私を」（作詞・作曲・編曲）[注 21]
- 「Dear」（作詞・作曲・編曲・サウンドプロデュース・ベース）[注 22]
- 「明日世界が終わるなら」（作詞・作曲）[注 23]

菜々（金浜菜夏美）
- 「7」（作詞・作曲・編曲）
- 「わがまま」（作曲・編曲）

22/7
- 「世界の矛盾」（作曲・共編曲）（編曲は谷地学と共作）

西田敏行
- 「バトンタッチ」（作曲）

べいびーサたん
- 「小悪魔はじめました」（作詞・作曲）

First place
- 「さだめ」（作詞・作曲・共編曲）（編曲は三谷秀甫、谷地学と共作）[注 24]

FIVE STARS
- 「夕焼けオレンジ」（作詞・作曲・共編曲）（編曲は三谷秀甫と共作）

福原遥
- 「大丈夫」（作詞・作曲・編曲）

前田敦子
- 「右肩」（作曲・共編曲）（編曲は森祐太と共作）

miwa
- 「リブート」（共作詞）[注 25]
- 「ティーンエイジドリーム」（共作詞・共作曲）（miwaと共作）[注 26]
- 「それでもただ」（共作詞・共作曲）（miwaと共作）

May J.
- 「Faith」（作曲）[注 27]

マルシィ
- 「雫」（編曲・プロデュース）

南川ある
- 「イヤリング」（作詞・作曲）

矢野妃菜喜
- 「ブルジョワタオル」（作詞・共作曲・共編曲）（作曲・編曲は尾上榛と共作）
- 「ありがとうだよ」（作詞・作曲・共編曲）（編曲は尾上榛と共作）
- 「鏡YO鏡 feat.真山りか（私立恵比寿中学）」（作詞・共作曲）（作曲はGINPEIと共作）

山本彩
- 「ブルースター」（共作曲・共編曲）（作曲は山本、尾上榛と編曲は尾上榛、小名川高弘と共作）

代々木アニメーション学院関連
- ≠ME
  - 「モブノデレラ」（共作曲・編曲）（作曲は関口颯太と共作）

- ≒JOY
  - 「ブルーハワイレモン」（共作曲・共編曲）（尾上榛と共作）

ラストアイドル
- 「Stupidにもなれずに…」（共作曲）（APAZZIと共作曲）

RAINZ
- 「好きなんて」（作詞・作曲・共編曲）（編曲は三谷秀甫、谷地学、庄子紘樹と共作）
- 「虹」（作詞・作曲・共編曲）（編曲は三谷秀甫、谷地学、庄子紘樹と共作）

渡辺麻友
- 「小指の微笑み」（作曲）

ArodnaP
- 「誹謗中傷対策マニュアル AroanaP ver.」（作詞・作曲・共編曲）（編曲はGHIN、石原剛志と共作）

0PointNine
- 「誹謗中傷対策マニュアル 0PointNine ver.」（作詞・作曲・共編曲）（編曲はGHIN、石原剛志と共作）

アイドリッシュセブン
- TRIGGER
  - 「ESCAPE FROM NOW」（共作曲）（作曲は佐々木“コジロー”貴之と共作）

アオペラ -aoppella!?-
- リルハピ【都立音和高校アカペラ部】
  - 「キセキノウタ」（作詞・作曲・編曲）

A3!
- 「MINORITY」（作詞・作曲・共編曲）（編曲は谷地学、横尾祐樹と共作）
- 「正体」（作詞・作曲・共編曲）（編曲は新倉一梓と共作）

XX:me （キス・ミー）［ゼロツー（戸松遥）、イチゴ（市ノ瀬加那）、ミク（山下七海）、ココロ（早見沙織）、イクノ（石上静香）］
- 「トリカゴ」（作詞・作曲・編曲）- TVアニメ『ダーリン・イン・ザ・フランキス』エンディングテーマ (第1話-第6話)
- 「真夏のセツナ」（作詞・作曲・編曲）- TVアニメ『ダーリン・イン・ザ・フランキス』エンディングテーマ (第7話)
- 「Beautiful World」（作詞・作曲・編曲） - TVアニメ『ダーリン・イン・ザ・フランキス』 エンディングテーマ (第8話-第12話、第14話)
- 「ひとり TV size ver.」（作詞・作曲・編曲） - TVアニメ『ダーリン・イン・ザ・フランキス』 エンディングテーマ (第13話) ［歌唱:ゼロツー（戸松遥）］
- 「Escape」（作詞・作曲・編曲） - TVアニメ『ダーリン・イン・ザ・フランキス』 エンディングテーマ (第16話-20話)
- 「ダーリン」（作詞・作曲・編曲） - TVアニメ『ダーリン・イン・ザ・フランキス』 エンディングテーマ (第21話-23話)

かぐや様は告らせたい〜天才たちの恋愛頭脳戦〜
- 「答え合わせ」（作詞・作曲・共編曲）- キャラクターソング01 四宮かぐや（古賀葵）
- 「翼をあげたい」（作詞・作曲・編曲）-キャラクターソング02 藤原千花（小原好美）
- 「オセロ」（作詞・作曲・共編曲）- キャラクターソング03 伊井野ミコ（富田美憂）

ラブライブ!サンシャイン!!
- Guilty Kiss
  - 「New Romantic Sailors」（共作曲）（ulalaと共作）
- 黒澤ダイヤ (CV.小宮有紗) from Aqours
  - 「Perfect SEKAI」（共作曲）（ulalaと共作）

明日ちゃんのセーラー服
- 蠟梅学園中等部1年3組
  - 「はじまりのセツナ」（作詞・作曲・共編曲）（編曲は谷地学と共作）- オープニングテーマ
- 福元 幹(CV.斉藤朱夏)
- 「hem」（作詞・作曲・編曲）- 挿入歌／キャラクターソングミニアルバム「hem」M1
- 「はじまりのセツナ」（作詞・作曲・共編曲）（編曲は谷地学と共作）- キャラクターソングミニアルバム「hem」M6

サイバーハニー
- 「約束の景色」（共作詞・作曲）
- 「マスカレイド」（共作詞・作曲）
- 「MY FAVE」（共作詞・作曲・共編曲）（編曲は谷地学と共作）
- 「ハイタッチ」（共作詞・作曲・共編曲）（編曲は石原剛志と共作）
- 「梅キャン」（共作詞・作曲・共編曲）（編曲は尾上榛と共作）

USAGI
- 「イマジン」（作詞・作曲・共編曲）（編曲は有木竜郎と共作）[注 28]
- 「愛を誓うよ」（共編曲）（編曲は有木竜郎と共作）
- 「桜のような恋でした」（作詞・作曲・共編曲）（編曲は有木竜郎と共作）
- 「Hello」（作詞・作曲・共編曲）（編曲は有木竜郎と共作）[注 29]
- 「どうかしてるよ」（編曲）
- 「ここから」（共編曲）（編曲は有木竜郎と共作）
- 「夏の終わり」（作詞・作曲・編曲）
- 「夢飛行機」（編曲）
- 「好きをこえたヒト」（作詞・作曲・共編曲）（編曲は有木竜郎と共作）
- 「また明日」（共編曲）（編曲は有木竜郎と共作）
- 「from 先生 〜卒業〜」（作詞・作曲・編曲）
- 「最終バス 」（共編曲）（編曲は有木竜郎と共作）
- 「産声」（編曲）
- 「USAGI 〜不昧なストーリー〜 」（作詞・作曲・編曲）[注 30]
- 「君の風になって」（作詞・作曲・共編曲）（編曲は有木竜郎と共作）[注 31]
- 「ご飯ができた」（共編曲）（編曲は有木竜郎と共作）
- 「当たり前じゃないってこと」（共編曲）（編曲は有木竜郎と共作）
- 「愛賛歌」（作詞・作曲・共編曲）（編曲は有木竜郎と共作）
- 「スタッフロール」（作詞・作曲・共編曲）（編曲は有木竜郎と共作）

TANEBI
- 「再勇記」（作詞・作曲 TANEBI・共編曲）（編曲は三谷秀甫と共作）
- 「ぐるり」（作詞・作曲 TANEBI・編曲）
- 「スターマイン」（作詞・作曲 TANEBI・共編曲）（編曲は三谷秀甫と共作）
- 「で、どうすんの？」（作詞・作曲 TANEBI・編曲）
- 「青空ジャンプ」（作詞・作曲 TANEBI・編曲）
- 「マーガレット」（作詞・作曲 TANEBI・編曲）
- 「シャッフル」（作詞・作曲 TANEBI・編曲）
- 「うさぎときつねⅠ」（作詞・作曲 TANEBI・編曲）
- 「ウソツキサンタ」（作詞・作曲 TANEBI・編曲）
- 「prologue～始まりの歌～」（作詞・作曲 TANEBI・編曲）
- 「こっちむいて ほい」（作詞・作曲 TANEBI・編曲）
- 「夢が終わらないように」（作詞・作曲 TANEBI・編曲）
- 「マフラー」（作詞・作曲 TANEBI・編曲）
- 「言えなかったけどさ」（作詞・作曲 TANEBI・編曲）
- 「ホコリ」（作詞・作曲 TANEBI・編曲）
- 「風邪」（作詞・作曲 TANEBI・編曲）
- 「もうすぐ昼ですね」（作詞・作曲 TANEBI・編曲）
- 「うさぎときつねⅡ」（作詞・作曲 TANEBI・編曲）
- 「コンプレックス」（作詞・作曲 TANEBI・編曲）
- 「あなたの笑顔になりたい」（作詞・作曲 TANEBI・編曲）
- 「うさぎときつねⅢ」（作詞・作曲 TANEBI・編曲）
- 「オモイドオリ」（作詞・作曲 TANEBI・編曲）[注 32]
- 「あとがき」（作詞・作曲 TANEBI・編曲）
- 「Explorer」（作詞・作曲・編曲）
- 「桜なんて咲かなきゃ良い」（作詞・作曲・編曲）
- 「魔法の言葉」（作詞・作曲・編曲）
- 「わがまま」（作詞・作曲・編曲）
- 「パラダイムシフト」（作詞・作曲・編曲）
- 「クレーター」（作詞・作曲・編曲）
- 「サヨナラまであと5分」（作詞・作曲・編曲）
- 「巻き髪」（作詞・作曲・編曲）
- 「ごっこ」（作詞・作曲・編曲）
- 「ソラ」（作詞・作曲・編曲）
- 「栞」（作詞・作曲・編曲）
- 「Utopia」（作詞・作曲・編曲）
- 「HOPE」（作詞・作曲 TANEBI・編曲）
- 「虹の橋のたもとから」（作詞・作曲・編曲）[注 33]
- 「幽raise me up」（作詞・作曲・編曲）
- 「僕らのラブソング」（作詞・作曲 TANEBI・編曲）
- 「デニム」（作詞・作曲）
- 「パラレルワールド」（作詞・作曲・共編曲）（編曲は有木竜郎と共作）
- 「一番好きな人」（作詞・作曲・共編曲）（編曲は有木竜郎と共作）

趣味の園芸シリーズ
- 趣味の園芸
  - 「Shining Day」（作詞・作曲・編曲）
- 趣味の園芸 やさいの時間
  - 「やさいの時間テーマ2008」（作詞・作曲・編曲）
  - 「やさいの時間テーマ2012」（作詞・作曲・編曲）
  - 「あぜ道を抜けて」（作詞・作曲・共編曲）（編曲は有木竜郎と共作）
- 趣味の園芸ビギナーズ
  - 「Begin a new day」（作詞・作曲・編曲）

まる得マガジン
- 「まる得マガジンのテーマ」（作詞・作曲・編曲）

なりきり!むーにゃん生きもの学園
- 生きもの学園校歌（作詞・作曲）

入間市駅発車メロディー

- 「文部省唱歌・茶摘み」（編曲）

いるまのこどもへ贈る歌

- 「どこから来たの？」（作詞・作曲・編曲）

大阪府枚方市テーマソング
- 「この街が好き」（作曲・編曲）

株式会社ワールドコーポレーション
- 「Change」（作詞・作曲・共編曲）（編曲は三谷秀甫と共作）

早稲田大学 紺碧の歌プロジェクト #SHARP
- 「そして紺碧の空へ」（作詞・作曲・編曲）

キッザニア15周年アニバーサリーパレード
- 「魔法のチケット」（作詞・作曲・編曲）

トグルホールディングス株式会社
- 「ゼロイチの前夜」（共作詞・作曲・共編曲）（作詞は晋平太と共作、編曲はGINPEIと共作）
- 「全部君とグル」（作詞・作曲・共編曲）（編曲は尾上榛、麻尾悠太と共作）

iYell株式会社
- 「iYell」（共作詞・作曲）（作詞は窪田光洋と共作）
- 「理由」（作詞・作曲）